# نیکی سی‌ان‌بی‌سی
نیکی سی‌ان‌بی‌سی (انگلیسی: Nikkei CNBC) شرکت رسانه‌ای ژاپنی است، که در سال ۱۹۹۰ تأسیس شد.